# Supunna coloripes
Supunna coloripes är en spindelart som först beskrevs av Charles Athanase Walckenaer 1805.  Supunna coloripes ingår i släktet Supunna, och familjen flinkspindlar. Inga underarter finns listade.